# Dolmen de l'Amadon
Le dolmen de l'Amadon était un dolmen, désormais totalement ruiné, situé à Saint-Germain-de-Prinçay, dans le département français de la Vendée.

## Historique
Avant sa découverte, seule une grosse pierre, bien connue des cultivateurs locaux, affleurait du sol. Lors de travaux de remembrement, un deuxième gros bloc de schiste fut mis au jour. Ces deux pierres seront identifiées plus tard comme étant les piliers « I » et « II ». Il n'en demeure désormais qu'un orthostate latéral.

## Description
Bien que l'architecture de l'édifice ait été complètement bouleversée par les travaux, il semble, d'après les constatations réalisées lors des fouilles, qu'il s'agissait d'un dolmen simple avec une chambre rectangulaire d'environ 3 m de longueur sur 1,70 m de largeur. Chacun des grands côtés était délimité par un unique orthostate, en granite côté nord (poids estimé à 5 t ou 6 t) et en schiste bleu côté sud. Ces deux dalles ont été transportées sur place puisque le sous-sol rocheux local est constitué de calcaires. Aucune trace de couverture n'a été retrouvée mais la hauteur sous dalle pouvait atteindre 1,50 m à 1,60 m. 
L'intérieur de la chambre semble avoir été divisé dans le sens de la longueur en deux parties inégales par une cloison dont la fosse de calage a été reconnue. Ce compartimentage pourrait correspondre à une séparation chambre/antichambre. Une seconde fosse côté est pourrait avoir été creusée pour caler le pilier est, la largeur de cette fosse laissant supposer que cet hypothétique pilier n'aurait pas complétement fermé ce côté. Le fond de la chambre était recouvert de plaquettes en calcaire local.

## Ossements et matériel archéologique
La plupart des ossements furent retrouvés dans le compartiment ouest de la chambre, le plus grand des deux, dont quatre calottes crâniennes placées deux à deux près des orthostates nord et sud. À l'origine, les corps furent peut-être déposés adossés aux parois mais ce n'est pas certain compte tenu des bouleversements ultérieurs. Parmi les vestiges osseux, il est à noter la présence d'un grand fémur droit qui pourrait avoir appartenu à un individu de grande taille (environ 1,78 m).
Le matériel archéologique découvert est pauvre. Les tessons de céramique correspondent à des fragments de vases grossiers et à un  bord de gobelet attribués au Campaniforme régional. Les objets lithiques sont constitués d'une hachette en roche verte à bords et talon équarris et d'un perçoir en silex. Un fragment de bois de cervidé retrouvé pourrait correspondre au reste d'un manche d'outil. Les éléments de parure comprennent un fragment de coquillage et un V-bouton à appendices très élégant (du type « tortue »), du même type que ceux découverts en Vendée (dolmens de la Pierre-Folle et de la Pierre-Levée) et dans les Deux-Sèvres (dolmen E 136 de la nécropole de Montpalais) et attribués au Chalcolithique.